# Akif Islamzade
Akif Islamzade (en azerí: Akif İslamzadə) es cantante y compositor de Azerbaiyán.

## Biografía
Akif Islamzade nació el 8 de agosto de 1948 en Bakú. Su madre, Sara Gadimova fue cantante de mugam y de música tradicional de Azerbaiyán, Artista del Pueblo de la RSS de Azerbaiyán. En 1979 se graduó de la Universidad Estatal de Economía de Azerbaiyán. En 1972 empezó su carrera en el Teatro Estatal de la Canción. En 1976 ha participado como vocalista en la orquesta estatal. En 1986 ha detenido su actividad musical por pérdida de la voz. En los años 2016-2018  ha recibido el Premio de Presidente de Azerbaiyán.

## Filmografía
- 1978 – “Suegra”
- 1981 – “La vida de Uzeyir”

## Premios y títulos
- Orden Shohrat[3]